# Santa Rita, Bolivia
Santa Rita är en ort i Bolivia.   Den ligger i departementet Santa Cruz, i den centrala delen av landet, 230 km nordost om huvudstaden Sucre. Santa Rita ligger 593 meter över havet och antalet invånare är 2 444.
Terrängen runt Santa Rita är platt åt nordost, men åt sydväst är den kuperad. Närmaste större samhälle är La Guardia, 9,0 km norr om Santa Rita.
Omgivningarna runt Santa Rita är huvudsakligen savann. Runt Santa Rita är det tätbefolkat, med 297 invånare per kvadratkilometer.